# ジャパンデータストレージフォーラム
ジャパンデータストレージフォーラム（英名：Japan Data Storage Forum、略称：JDSF）は、1997年に日本で設立されたストレージ関連企業の業界団体である。

## 概要
ストレージの重要性が認識され始めた1997年に、世界に先駆けて以下の趣意で設立された。
- 会社規模の大小で発言力が決められる階層型の組織ではなく、誰もが自由に発言できる平らな組織をつくる
- 企業グループやメーカ間の派閥意識を廃し、メンバ相互が協力し、切磋琢磨し、ユーザに最適なソリューションを提供する
- ストレージ管理者の社会的地位向上を図る

JDSFは、ストレージ・ネットワーク・システムの検証やデータバックアップの運用基準など、メーカ、SIer、ユーザが必要としている情報を発信する、ボランティアベースの非営利団体である。
2003年には、米国FCIA（Fibre Channel Industry Association）の日本国内組織であるファイバチャネル協議会（FCIA-J）の解散を受け、その活動を受け継いでいる。

## 体制
ストレージ技術分野別に部会を設置し、そのテーマをベースに技術情報発信等の活動を行っている。
- データ・マネジメント・ソリューション部会（DMS部会）
技術分野：H/W、S/Wに限らずデータ・マネジメントに関わる新技術、データバックアップ/リカバリ、メールアーカイブ、情報ライフサイクル管理（ILM）、事業継続計画（BCP）、ディザスタリカバリ（DR）
- ストレージ・ネットワーキング技術部会（SNT部会）
技術分野：ファイバチャンネル技術を中心としたストレージ・インタフェース、ストレージ・ネットワーク技術、ファイバチャンネル（FC）、ストレージプロトコル
- SSDワーキンググループ
技術分野：フラッシュ・メモリを用いた半導体ディスク・ドライブ（SSD： Solid State Drive）及びSSDを用いたストレージ・システム
- 技術交流ワーキンググループ
技術分野：各業界が必要とするストレージに関する既存技術・新技術の情報交換

## 活動内容
ストレージ技術や市場動向を見据えた技術勉強会と技術情報の提供を行っている。
- 技術セミナー「Tech Forum」、「Open Tech Foru]」等の開催
- データストレージEXPO出展
- JDSF各部会開催
- メルマガの発信（会員向け技術情報提供）
- STORAGEmagazine[3] （米国の技術誌）の翻訳内容の提供（メルマガ会員向け）
- 会員会社のニュースリリース、セミナー・イベント情報の提供
- ストレージ業界動向TOPICSの提供
- 技術書籍の執筆
- JDSF検定（JDSFマスターに挑戦）

## 会員
理事および正会員、特別会員で構成される。2010年5月現在、正会員39社、特別会員13社。

## 関連団体
- SNIA（Storage Networking Industry Association Japan Forum） - アメリカ合衆国のストレージ・ベンダーの業界団体。日本にはSNIA-Jという日本支部がある。
- 日本ビデオコミュニケーション協会（Japan Association of Video Communication、JAVCOM）[5]